# Phaneroturis
Phaneroturis is een geslacht van rechtvleugeligen uit de familie veldsprinkhanen (Acrididae). De wetenschappelijke naam van dit geslacht is voor het eerst geldig gepubliceerd in 1904 door Bruner.

## Soorten
Het geslacht Phaneroturis omvat de volgende soorten:
- Phaneroturis cupido Bruner, 1904
- Phaneroturis tantillus Otte, 1979